# Hoohalli, Kolar
Hoohalli là một làng thuộc tehsil Kolar, huyện Kolar, bang Karnataka, Ấn Độ.